# Santa Catarina, Puebla kommun
Santa Catarina är en ort i Mexiko.   Den ligger i kommunen Puebla och delstaten Puebla, i den sydöstra delen av landet, 110 km sydost om huvudstaden Mexico City. Santa Catarina ligger 2 107 meter över havet och antalet invånare är 254.
Terrängen runt Santa Catarina är platt åt sydväst, men åt nordost är den kuperad. Runt Santa Catarina är det mycket tätbefolkat, med 2 614 invånare per kvadratkilometer. Närmaste större samhälle är Puebla de Zaragoza, 7,4 km norr om Santa Catarina. Trakten runt Santa Catarina består till största delen av jordbruksmark.